# Богомази
Богома́зи — село в Україні, у Вільнозапорізькій сільській громаді Баштанського району Миколаївської області. Населення становить 184 особи. До 2020 року орган місцевого самоврядування — Шевченківська сільська рада.